# Laccophilus wittei
Laccophilus wittei är en skalbaggsart som beskrevs av Guignot 1952. Laccophilus wittei ingår i släktet Laccophilus och familjen dykare. Inga underarter finns listade i Catalogue of Life.